# Beaujeu (Alpes de Alta Provenza)
 Beaujeu   es una población y comuna francesa, situada en la región de Provenza-Alpes-Costa Azul, departamento de Alpes de Alta Provenza, en el distrito de Digne-les-Bains y cantón de La Javie.

## Demografía
| 121 | 92 | 110 | 109 | 129 | 152 |
| Para los censos de 1962 a 1999 la población legal corresponde a la población sin duplicidades (Fuente: INSEE [Consultar]) |    |     |     |     |     |